# Anthony C. Winkler
Anthony Clayton Winkler (* 25. Februar 1942 in Kingston, Jamaika; † 18. September 2015 in Atlanta, Georgia, Vereinigte Staaten) war ein jamaikanischer Schriftsteller englischer Sprache.

## Leben
Winkler, Spross von Einwanderern aus Ödenburg, Ungarn, und aus dem Libanon, wuchs bis zum Alter von acht Jahren in Kingston auf, dann in Montego Bay, St. James. Er besuchte die Excelsior High School in Kingston sowie die Mt. Alvernia High School und das Cornwall College in Montego Bay. Von Letzterer wurde er verwiesen, weil er sich geweigert hatte, sich einer körperlichen Züchtigung zu unterziehen. Anschließend arbeitete er eine Weile in der Buchhaltung diverser Firmen in Kingston. 1962 wanderte er in die Vereinigten Staaten aus. Dort besuchte er das Citrus Community College, Glendora (Kalifornien), wo er 1965 das Abschlussexamen ablegte. Dann studierte er das Fach Englisch an der California State University. 1967 erwarb er den akademischen Grad Bachelor of Arts, 1968 den Abschluss Master of Arts. Nach einer kurzen Zeit, in der er am Pasadena City College unterrichtet hatte, kehrte er heim nach Jamaika und wirkte – ebenfalls kurzzeitig – als Lehrer am Moneague Teachers College in Moneague bei Ocho Rios, St. Ann, wo er 1975 Cathy heiratete, mit der er sich 1979 in Atlanta (Georgia) niederließ und die im Laufe der Ehe seine „rechte Hand“ wurde.
In den USA begann er, sich als Autor und Co-Autor von Lehrbüchern für englische Grammatik und Rhetorik einen Namen zu machen. Bei dieser Arbeit traf er 1973 auf Jo Ray McCuen-Metherell, eine in Europa aufgewachsene deutsch-, französisch- und englischsprachige Lehrerin des Glendale Community College in Glendale (Kalifornien), mit der er jahrzehntelang kooperierte. Winkler verstarb 73-jährig an der Parkinson-Krankheit.

## Werke (Auswahl)
Winklers Œuvre umfasst 9 Romane bzw. Bände mit Erzählungen, zwei Drehbücher, eine Reihe von Theaterstücken, zwei Memoiren, eine Biografie und eine große Zahl von Sach- und Lehrbüchern in englischer Sprache:

### Romane
- The Painted Canoe (1986)
- The Lunatic (1987)
- The Great Yacht Race (1992)
- The Duppy (1996)
- The Annihilation of Fish And Other Stories (2004)
- Dog War (2007)
- Crocodile (2010)
- God Carlos (2012)
- The Family Mansion (Akashic Books, 2013)

### Sachbücher
- Bob Marley: My Son (2003)
- Going Home to Teach (2006)
- Trust the Darkness: My Life as a Writer (2008)

### Lehrbücher
- Readings for Writers (1974)
- Rhetoric Made Plain (1978)
- Writing the Research Paper: A Handbook (1979)
- Writing: Sentences, Paragraphs, and Essays (1981)
- Exposition: Model Paragraphs and Essays (1982)
- From Idea to Essay: A Rhetoric, Reader, and Handbook (1983)
- A Brief Introduction to Speech (1983)
- Models For Expository Writing: Model Paragraphs And Essays (1985)
- Rewriting Writing: A Rhetoric Reader and Handbook (1990)
- Reading, Writing, And The Humanities (1991)
- From Reading, Writing (1993)
- Prentice Hall Pocket Guide for Writers (1994)
- Writing Talk (1996)
- Grammar Talk (1997)
- Salvation By Langston Hughes (DVD): The Wadsworth Original Film Series In Literature (2003)
- Writing Talk: Sentences and Paragraphs with Readings (2005)
- Writing Talk: Paragraphs and Short Essays with Readings (2008)
- Grammar Matters: Sentence Basics and Essential Grammar (2011)
- New Mywritinglab with Pearson Etext – Standalone Access Card – For Grammar Matters (2012)
- Grammar Matters Plus New Mywritinglab – Access Card Package (2012)[1]

## Auszeichnungen
- 1994: Musgrave-Medaille in Silber[2]
- 2014: Musgrave-Medaille in Gold
- 2014: Townsend Prize[3]